# Саратовський державний медичний університет
Державна бюджетна освітня установа вищої професійної освіти Сара́товський держа́вний меди́чний університе́т і́мені В. І. Розумо́вського МОЗ РФ — медичний вищий навчальний заклад Російської Федерації. Розташований у місті Саратові Приволзького федерального округу.
Саратовський державний медичний університет є одним з найстаріших вищих навчальних закладів півдня Росії.

## Історія
10 червня 1909 року російським імператором Миколою II був підписаний «Закон про заснування університету в Саратові». Державна Рада Російської імперії дозволила відкрити в Саратовському університеті єдиний факультет — медичний, з прийомом на 1-й курс 92 студентів. Акт урочистого відкриття університету відбувся 6 грудня 1909 року. В університеті були засновані 7 кафедр: анатомії, фізіології, зоології, фізики, хімії, хірургії, ботаніки. Протягом 1911–1912 років створюються клінічні кафедри. Відповідно до статуту, 1913 року закінчилося формування всіх 30 кафедр теоретичного і клінічного профілю для підготовки лікарів. Основною клінічною базою медичного університету, а згодом і медичного інституту, стало Клінічне містечко, будівництво якого було розпочато в 1912 році. До 1917 року медичний факультет залишався єдиним факультетом Саратовського університету. У 1919 році медичний факультет був злитий з Вищими жіночими медичними курсами. Викладачі, які викладали на курсах, перейшли на кафедру нормальної анатомії медичного факультету.
У 1930 році медичний факультет був виокремлений зі складу університету в самостійний Саратовський медичний інститут з трьома факультетами: лікувально-профілактичним, санітарно-гігієнічним, охорони материнства і дитинства. У 1935 році в ньому навчалося 1600 студентів.
Відповідно до Постанови Ради Міністрів СРСР від 12.08.1961 року, у 1962 році була організована Центральна науково-дослідна лабораторія (ЦНДЛ) Саратовського державного медичного університету.
У 1976 році інститут був нагороджений орденом Трудового Червоного Прапора.
У 1988 році в інституті був відкритий стоматологічний факультет.
У 1994 році Саратовський ордена Трудового Червоного Прапора медичний інститут був перетворений в медичний університет.
У 1998 році на базі військово-медичного факультету при Саратовському державному медичному університеті був створений Саратовський військово-медичний інститут Міністерства оборони Російської Федерації.
Починаючи з 1997–1998 навчального року, при СДМУ здійснюється підготовка медичних кадрів вищої професійної освіти за спеціальністю «Сестринська справа». У 2003 році в СДМУ створений Інститут сестринської освіти.
Рішенням Вченої ради СГМУ від 10 квітня 2003 року заснований «Медичний ліцей Саратовського державного медичного університету імені В. І. Розумовського» — державний загальноосвітній заклад, який реалізує програми основної і середньої (повної) загальної освіти та забезпечує додаткову поглиблену підготовку студентів з предметів хіміко-біологічного профілю та російської мови.
У 2005 році в складі СДМУ був створений Науково-дослідний інститут фундаментальної і клінічної уронефрології.

## Факультети
Підготовка спеціалістів проводиться на 7 факультетах:
- лікувальний і клінічної психології;
- педіатричний;
- фармацевтичний;
- стоматологічний та медико-профілактичний;
- підвищення кваліфікації і професійної перепідготовки фахівців;
- довузівської освіти;
- деканат по роботі з іноземними студентами.

## Ректори
- 1909–1912 роки — Розумовський Василь Іванович;
- 1912 рік (т.в.о.) — Чуєвський Іван Афанасійович;
- 1912–1914 роки — Стадницький Микола Григорович;
- 1922–1928 роки — Миротворцев Сергій Романович;
- 1935–1939 роки — Шхвацабая Костянтин Якович;
- 1948–1953 роки — Попов'ян Іван Минайович;
- 1960–1989 роки — Іванов Микола Романович;
- 1989–1997 роки — Киричук В'ячеслав Федорович;
- 1997–2002 роки — Горемикін Володимир Ілліч;
- 2002–2010 роки — Глибочко Петро Віталійович;
- з 2010 року донині — Попков Володимир Михайлович.

## Відомі випускники
- Азарський Іван Миколайович — хірург, доктор медичних наук, Заслужений раціоналізатор України.
- Баєвський Роман Маркович — доктор медичних наук, засновник космічної кардіології.
- Ковальська Інна Олександрівна (*1960) — лікар-хірург, доктор медичних наук, професор, заслужений діяч науки і техніки України.
- Кузьміна Клавдія Олексіївна — доктор медичних наук.
- Меженіна Єлизавета Петрівна — ортопед-травматолог, доктор медичних наук, професор, заслужений діяч науки і техніки України.
- Татаринов Євген Олександрович — патофізіолог, член-кореспондент АН УРСР.